# 手紙 〜拝啓 十五の君へ〜
「手紙 〜拝啓 十五の君へ〜」（てがみ はいけい じゅうごのきみへ）は、2008年9月17日、エピックレコードジャパンから発売されたアンジェラ・アキの8作目のシングル。規格品番はESCL-3118/9（初回限定盤）ESCL-3120（通常盤）。

## 概要
- アルバム『TODAY』のリリースから1年ぶりで、1年2か月ぶりのシングル。
- DVD付初回限定盤[1]と通常盤[2]の2形態で発売。
- DVDには表題曲のミュージック・ビデオとメイキング映像を収録。
- オリコンシングルチャートは初登場3位で、シングルでは初のトップ3入りを果たした。初動売上はこれまでの最高であった「サクラ色」を大きく上回り自己最高を更新、累計売上枚数は21万枚を超えるヒットとなった[3]。
- この曲で2008年の『第59回NHK紅白歌合戦』と翌2009年の『第60回NHK紅白歌合戦』に連続出場した。
- タイトル曲は2008年8月からNHK『みんなのうた』でも放送された[4]。2012年10月よりNHK Eテレで開始した『みんなのうたリクエスト』でも、10月20日・11月17日の2回に渡って再放送された[5]。
- 2008年10月より日本郵政グループのCMソング[6]として、2010年（平成22年）には関西電力の企業CM「阪神淡路大震災メモリアル〜15歳の君へ」編の音楽として、2011年（平成23年）には東日本大震災からの復旧・復興途上にある宮城県仙台市で開催された「2011 SENDAI光のページェント」のテーマソング[7]として使用された。
- 歌詞の内容から卒業ソングとしても歌われている。

## 収録曲

### CD
作詞・作曲・編曲：アンジェラ・アキ（特記以外）
1. 手紙 〜拝啓 十五の君へ〜
NHK『みんなのうた』2008年8月 - 9月度使用曲
NHK全国学校音楽コンクール中学校の部課題曲（編曲：鷹羽弘晃）
のちに多数の編曲家が様々な編曲をしている。
2. Final Destination
3. Still Fighting It（ベン・フォールズのカバー）
作詞・作曲：ベン・フォールズ、日本語詞：アンジェラ・アキ
元々手紙の対、あるいは連作を意識してカバーされた楽曲（所謂アンサーソング）である。フジロック・フェスティバル'08出演の為に来日していたベンと対面した際、彼は彼女の歌うこの曲を聴いて「君が歌ってくれたことでようやく自分の中で楽曲が完成した」と謝辞を述べており、このカバーに惚れ込んだベンと意気投合し、「Black Glasses」を共作するに至った。
4. 手紙 〜拝啓 十五の君へ〜 -strings version-
ストリングスアレンジ：河野伸

### DVD　初回限定盤
1. 手紙～拝啓 十五の君へ～　music video&メイキング映像
2. Concert Tour 2007-2008 "TODAY" プレミア・ムービー

## 曲解説
手紙 〜拝啓 十五の君へ〜
2008年のNHK全国学校音楽コンクール中学校の部の課題曲として書き下ろされた『手紙』（編曲：鷹羽弘晃）を自身の歌唱用にアレンジした曲（編曲は自身が担当）で、調はハ長調から変イ長調と課題曲より半音4つ分（長三度）低くなっている。曲は自分自身が15歳の時に自分宛に書いた手紙が、30歳の誕生日に母親から届いたことをきっかけに作られた。歌詞では15歳の「僕」が悩みを未来の自分に宛てて、“手紙”を書くことによって今を生きていくということを表している。
この曲を作ったアンジェラ・アキと合唱コンクールで歌う中学生たちとの交流を描いた3本のドキュメンタリーが、NHKで放送されている。「拝啓 十五の君へ」が2008年5月、「続・拝啓 十五の君へ」が2008年9月、「拝啓 旅立つ君へ 〜アンジェラ・アキと2000通の手紙」が2009年3月に放送。それぞれ数回の再放送を重ねている。また、2009年5月には「拝啓 十五の君へ 若松島編」が放送された。1年の間に1つの歌をテーマに4本の特番が放送される異例の展開となったほか、2009年3月にはポプラ社からドキュメンタリーの書籍化として「拝啓 十五の君へ」が出版された。
また、2014年3月22日には「拝啓 二十歳の君へ〜アンジェラ･アキと中学生たち 再会そして未来へ〜」が放送された。『みんなのうた』での映像は高屋奈月が原画を書き、白組がCGを交えたアニメーションとなっている。当初は少女が主人公の映像だったが、NHK全国学校音楽コンクールには男子も多く参加していることから、9月からは映像をリニューアルし、少年を主人公とした特別バージョンを放送している2008年10月にはみんなのうたお楽しみ枠で再放送され、4か月連続の放送となっている。MVにはモデルの杏と女優の足立梨花が出演している。
2010年には、阪神・淡路大震災から15年の節目として制作された関西電力の企業CMのBGMに起用された。内容は、震災の年に生まれた2010年で15歳になる被災地の子ども達の姿を通して、震災の記憶を伝えるもの。同年公開の映画『書道ガールズ!! わたしたちの甲子園』で、主人公の高校の書道パフォーマンスのBGMとして劇中で使われ、同年8月公開のアニメ映画『カラフル』の中でも使われた。
2013年1月2日、日本テレビで放送された「世界1のSHOWタイム〜ギャラを決めるのはアナタ〜第7弾」のリクエストSHOWタイムで、中山秀征からリクエストされ、アンジェラと栄東中学校コーラス部とのコラボレーションで合唱した。
2015年には、中田永一（乙一の別名義）が2011年に発表した小説『くちびるに歌を』が映画化され、公開となった。原作小説は本曲とアンジェラ・アキ自身をモチーフに現代版『二十四の瞳』として評価された作品である。映画の主題歌も本曲となっている。
また、ラストライブを中継したWOWOWによって、2014年バージョンのミュージック・ビデオが製作され、ライブ終演後にフルで公開された。
2023年に国内での活動を再開し、2024年にはYouTubeチャンネル「THE FIRST TAKE」にて、大妻中野中学校合唱部の3年生との「THE FIRST TAKE スペシャルアレンジ」として本楽曲を10年ぶりに披露した。

## 卒業式
- 小中学校の卒業式で卒業生が合唱。ただ、小中学校の場合は上記の「卒業の言葉」の合間に歌われることが多い。

## カバー
- 台湾出身の歌手・劉若英が中国語でカバーしており、中国語タイトルは「繼續~給十五歳的自己~」。
- 香港出身の歌手・鍾舒漫が2009年に広東語でカバーしており、広東語タイトルは「給自己的信」。
- ひばり児童合唱団が2009年にコンピレーション・アルバム『手紙・まあるいいのち〜卒業&合唱ソングコレクション〜』に収録。
- タンポポ児童合唱団が2014年に「こころに響く NHKみんなのうた ベスト 」に収録
- スコット・マーフィーが2010年にアルバム『Guilty Pleasures 4』に収録。
- May J.が、2014年にアルバム『Heartful Song Covers』に収録。
- 2014年、星井美希（長谷川明子）によるカバーが、一番くじプレミアム アイドルマスター PART3 ミュージックディスクコレクション『MIKI & TAKANE COVER - SPRING SONGS-』に収録。
- 2018年、Toshl（X JAPAN）によるカバーがソロ作品『IM A SINGER』のオープニングトラックとして収録。
- 2018年、Annaによるカバーが、シングル『初恋のワルツ』に収録。
- 2024年、石丸幹二によるカバー・アルバム『with FRIENDS』に収録。with 斎藤ネコウインズ